# Wataru Tanaka
Wataru Tanaka (jap. 田中 渉, Tanaka Wataru; * 23. September 2000 in Gunma) ist ein japanischer Fußballspieler.

## Karriere
Wataru Tanaka erlernte das Fußballspielen in den Jugendmannschaften vom FC Ojima und dem Maebashi SC sowie in der Schulmannschaft der Kiryu Daiichi High School. Seinen ersten Profivertrag unterschrieb er 2019 bei Vegalta Sendai. Der Verein aus Sendai spielte in der höchsten Liga des Landes, der J1 League. Im Juli 2021 wechselte er auf Leihbasis zum Zweitligisten Renofa Yamaguchi FC. Für den Verein aus Yamaguchi bestritt er 55 Zweitligaspiele. Nach Vertragsende bei Vegalta unterschrieb er im Februar 2023 einen Vertrag beim Zweitligisten Montedio Yamagata. Nach einer Spielzeit, in der er 29 Ligaspiele bestritt, wechselte er im Januar 2024 auf Leihbasis zum ebenfalls in der zweiten Liga spielenden Kagoshima United FC. Am Ende der Saison 2024 belegte er mit Kagoshima den 19. Tabellenplatz und musste somit in die dritte Liga absteigen. Nach der Ausleihe kehrte er im Januar 2025 zu Montedio zurück.

## Sonstiges
Wataru Tanaka ist der Bruder von Hiromu Tanaka.